# きのこたけのこ戦争

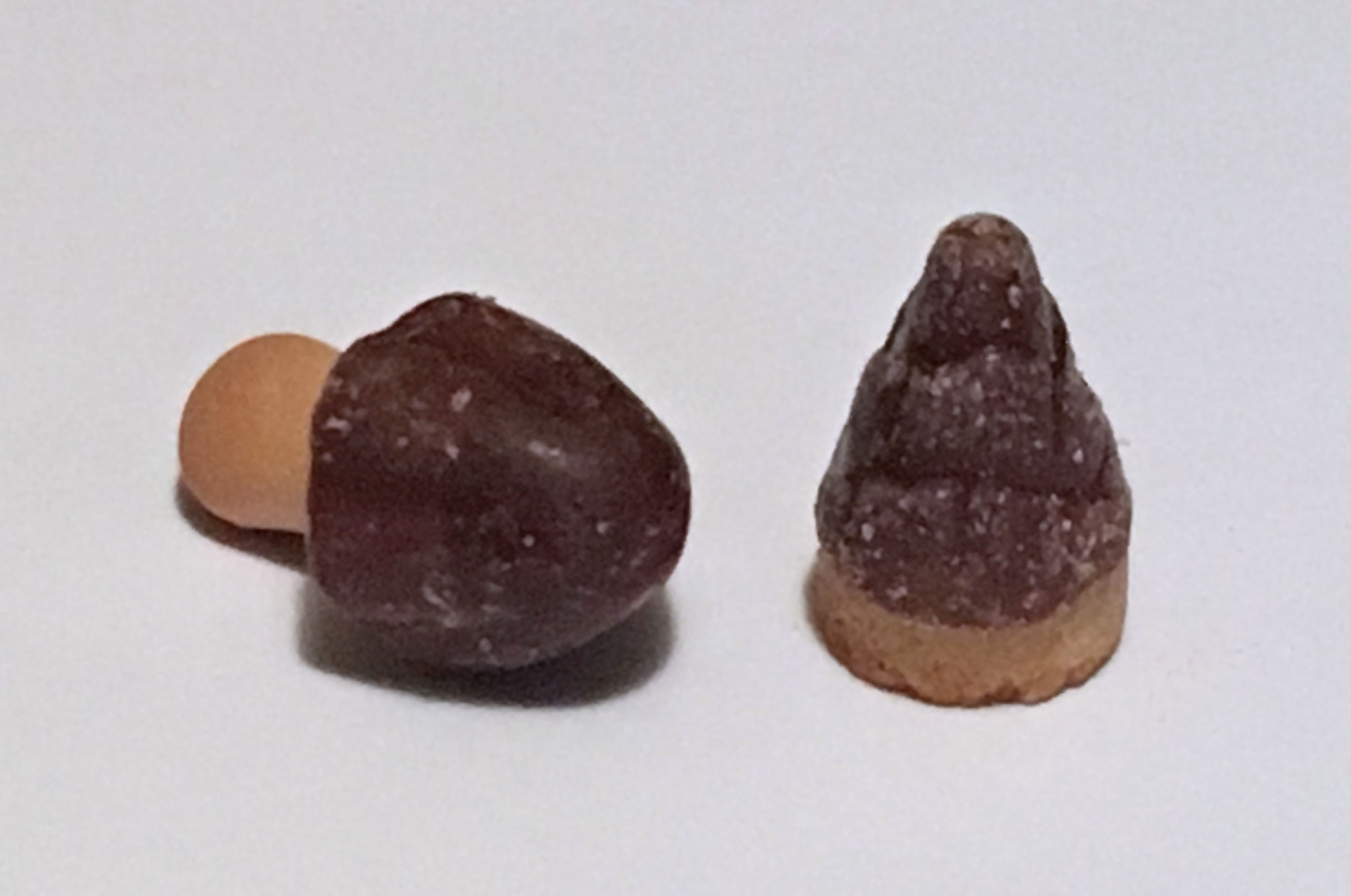
きのこの山（左）とたけのこの里（右）

きのこたけのこ戦争（きのこたけのこせんそう）は、明治のチョコレートスナック菓子「きのこの山」と「たけのこの里」のどちらが美味しいかという、消費者間の論争。姉妹商品同士の優劣を論じるこの論争は1980年頃から始まり、21世紀になってからもネット上で定番の話題（いわゆるインターネット・ミーム）になっている。2001年には、明治自らこの論争に便乗した「きのこ・たけのこ総選挙」キャンペーンを実施し、低迷していたきのこの山の売り上げ回復を成功させた。

## きのこの山が勝った例
- 2010年の米Amazonでは、きのこの山がたけのこの里よりも多くのレビューを集めていた[5]。
- 2013年にYahoo! Japanがキーワード検索数を調査したところ、大半の都道府県できのこの山がたけのこの里を上回った[6][7]。
- 2018年8月18日から19日にかけてスプラトゥーン2で開催されたフェスマッチ「あなたはどっち派? きのこの山vsたけのこの里」では、2-1できのこの山が勝利した[8]。
- 2019年に明治が実施した「きのこの山・たけのこの里 国民総選挙 2019」では、4か月かけた投票の結果「きのこ党」が6,021,986票、「たけのこ党」が4,565,799票となり、「きのこ党」が勝利した[9]。
- 2025年2月12日にTBSで放送された「世界くらべてみたら　バレンタイン直前！チョコレート総選挙」で、エントリーされたチョコレート10商品のうち、世界（ベルギー、ガーナ、メキシコ）のランキングで、きのこの山が1位、たけのこの里が6位になった。また、ピエール・マルコリーニは、きのこの山を6点（2位）、たけのこの里を5点（4位）の点数をつけた[10]。

## たけのこの里が勝った例
- 2001年に明治が実施した「きのこ・たけのこ総選挙」ではたけのこの里が勝利した[2]。
- 2005年に明治は取材に対し「数年前に調査させていただいたところ、若干ではありますが、『たけのこの里』の方が多く売れているようです」と回答した[11]。
- 2014年に無料家計簿アプリ ReceReco（レシレコ）の購買データを分析したところ、たけのこの里がきのこの山のほぼ2倍買われており、その傾向に地域・性別の差は見られなかった[12]。
- 2014年12月9日から2015年1月28日にかけてアーケード版太鼓の達人にてイベント「meiji×太鼓の達人キャンペーン きのたけ合戦」が開催。開催期間中はどちらが優勢かを都道府県別に発表していたが、開催初日はすべての都道府県においてたけのこの里が優勢となる事態が発生した[13]。きのこの山側の追い上げもあったものの、最終的にたけのこの里が勝利した[14]。
- 2016年6月18日から19日にかけてスプラトゥーンで開催されたフェスマッチ「明治 presents あなたはどっち派? きのこの山vsたけのこの里」では、たけのこの里が351ポイント、きのこの山が349ポイントでたけのこの里が勝利した[15]。
- 2016年11月27日にテレビ朝日系で放送された『日本国民がガチで投票! お菓子総選挙2016』では、たけのこの里は8位、きのこの山は30位圏外だった[1]。
- 2018年に明治が17年ぶりに実施した「きのこの山・たけのこの里 国民総選挙2018」では、「たけのこ党」が6,931,220票、「きのこ党」が6,761,773票、「どっちも党」が2,238,204票となり、僅差で[3]たけのこの里が勝利した[16]。
- また、同選挙では元レスラーである吉田沙保里氏がたけのこ派であることをツイッターにて意思表明し、たけのこ派からは「たけのこ派だから命拾いした」というツイートや、きのこ派からは「きのこ派終わった…」などといったツイートがされ、たけのこ派が優勢となった。
- 2020年に明治が実施した「きのこの山・たけのこの里 国民大調査2020」では、福島県を除く全都道府県でたけのこ愛がきのこ愛を上回った[17]。
- 2021年7月31日にテレビ朝日系で放送された『世界が驚いたニッポン! スゴ〜イデスネ!!視察団』の「最強ジャパンスイーツベスト40」では、たけのこの里は21位、きのこの山は22位だった[18]。
- 2021年12月22日から30日にかけて行われたグランブルーファンタジーとのコラボ「年年歳歳 きのこたけのこ合戦」[19]では、途中よりきのこの山側にポイントの補正が入るも最終的にたけのこの里が勝利した。
- 2022年7月18日から24日にかけてクラフトボスときのこの山とたけのこの里がコラボした際に、1いいねで10cm、1RT10m、#クラフトボスの周りにたけのこ生やすのハッシュタグ付きで引用RTで1km伸びると言うキャンペーンを開催した。後日の結果発表できのこの山は103902410cmに対して、たけのこの里は121749300cmとなり、たけのこの里が勝利した。[20]
- 2022年10月にサウジアラビアのリヤドで開かれた「サウジアニメエキスポ2022」にて来場者に両商品を試食してもらいアンケートを取ったところ、たけのこ 26票・きのこ 18票・両方好き 8票となって、たけのこの里が勝利した[21]。
- 2023年12月に、中央大学生活協同組合にて開かれた、「中大総選挙〜きのこVSたけのこ〜」にて、きのこ派680票 vs. たけのこ派889票でたけのこ派が勝利した[22][23]。